# حاجی (هنرپیشه زن)
حاجی (انگلیسی: Haji؛ ۲۴ ژانویهٔ ۱۹۴۶ – ۹ اوت ۲۰۱۳) یک هنرپیشه اهل کانادا بود.